# Tabela

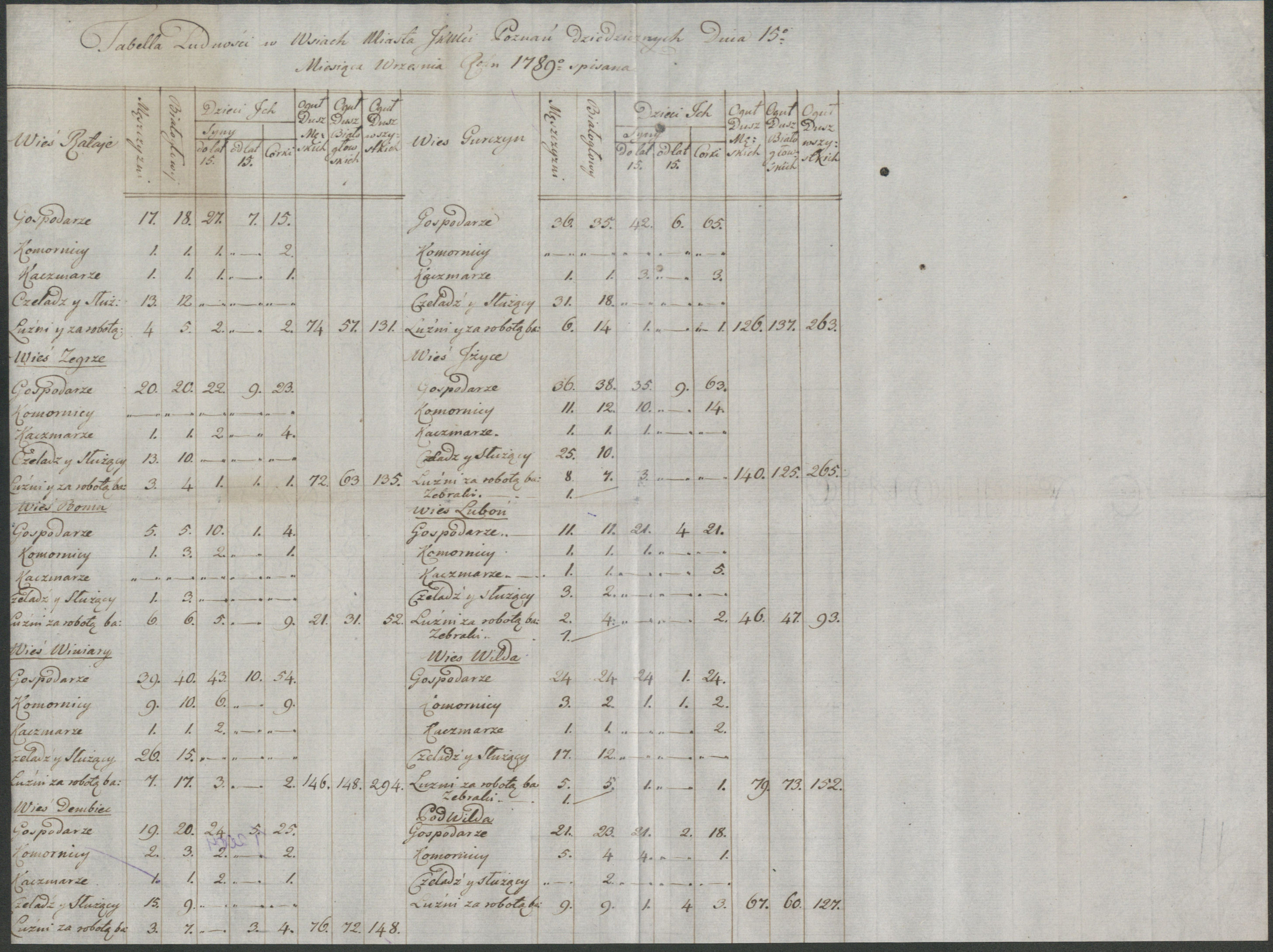
Przykład tabeli: Ludność Poznania w 1789, zbiory Archiwum Państwowego w Poznaniu

Tabela, forma tabelaryczna – sposób zapisu i przedstawiania informacji, w którym dane umieszcza się w odpowiednio rozmieszczonych polach. Pola te utworzone są poprzez poziome i pionowe linie (na wydrukach lub monitorach oba te typy linii, albo tylko jeden z nich, nie muszą być widoczne lub mogą być zróżnicowane).
Miejsce pomiędzy dwiema sąsiednimi pionowymi liniami nazywa się kolumną, a miejsce pomiędzy dwiema sąsiednimi poziomymi liniami nazywa się wierszem. Pierwszy wiersz tabeli i/lub pierwsza kolumna, w zależności od tego jaką pełni funkcję, nazywana jest nagłówkiem. 
Tabele umożliwiają na zapoznanie się w krótszym czasie z niektórymi rodzajami informacji oraz ułatwiają ich porównywanie. Specjalnym typem tabeli są tabele przestawne.